# Förslövs kyrka
Förslövs kyrka är en kyrkobyggnad i Förslöv. Den är församlingskyrka i Förslöv-Grevie församling i Lunds stift.

## Kyrkobyggnaden
Den gamla kyrkan från 1100-1200-talet skall ha varit utförd i romansk stil, av gråsten med valv i rundbågsstil. Från 1318 finns en beskrivning av denna kyrka. På 1600-talet gjordes en omfattande renovering av kyrkan. Två ingångar fanns vid denna tid. Kyrkorummet skall ha liknat kyrkorna i Barkåkra och Tåstarp.
1775 byggdes det gråstenstorn som finns kvar idag. Tornet är 18 alnar brett, 12 långt samt 38½ alnar högt. I kyrktornet finns två klockor. Den stora klockan omgöts 1762 samt 1871. Den mindre klockan är från 1830 och omgöts 1904.
På sockenstämman 1849 stadfästes planen om ombyggnad och utvidgning av Förslövs kyrka. Den nya kyrka invigdes på juldagen 1851. Långhuset breddades med 6 alnar samt förlängdes åt öster enligt Fredrik Wilhelm Scholanders och Weste Westessons ritningar. Väggarna murades upp av gråsten och på sadeltaket lades skiffer. Det nya kyrkorummet fick måtten 40 alnar gånger 23 alnar och fick på östra gaveln en sakristia som är 13 alnar bred och 10 alnar lång. Utsidan vitrappades och fönstrens glas blyinfattades. Man lade också till en läktare.
En större restaurering av kyrkan skedde 1951. Koret utökades och golvet belades med kalkstensplattor. I mittengången och de nya sidogångarna lade man tegel samt trä i bänkraderna. Hela kyrkan målades i en varmare färgton. Konstnär Pär Siegård utförde målningar på bänkskärmarna mot koret.
1960 blev kyrkan försedd med bänkljusstakar och kyrktornet fick utvändig fasadbelysning.
Pär Siegård målade 1961 en freskomålning som täcker nästan  hela korets vägg. Innan arbetet var klart avled Siegård och hans medhjälpare, konstnär Karl-Einar Andersson, fullföljde målningsarbetet.

## Inventarier
Predikstolen och altaret införskaffades 1875. Vid denna tid såldes en hel del av kyrkans gamla inventarier på auktion. 
1935 fick kyrkan fyra lampetter, gjorda av svartek föreställande de fyra evangelistsymbolerna. Konstnären Otto Djerf gjorde träarbetet och smeden Albert Adler skapade ljushållarna av järn. Vid samma tillfälle överlämnade Otto Djerf ett av honom i svartek utskuret krucifix. En mindre lampett av samme konstnär finns i kyrkans vapenhus som varit i Elsa Holmberg-Olssons hem och skänkts av sönerna Anders och Benkt Ragnarsson. 
En dopfunt av svartek, tillverkad av Otto Djerf och skänkt till kyrkan som avskedsgåva av prosten Anshelm år 1952, står framme i koret. I denna dopfunt finns dopskålen av mässing som familjen Trane skänkte under 1600-talet.
En hög dopljusstake skänktes 1955 av Matilda och Karl Olsson. Den är designad och skuren i fransk ek av konstnären Christian Berg. Av samme konstnär finns också två tavlor utskurna i trä, en på vardera långsidornas mitt.
Av det äldre kyrksilvret märks en förgylld nattvardskalk i silver, skänkt av prosten Warberg 1738. Hans änka Judit Klerk skänkte samma år en oblatask av silver.

### Orgeln
- I början av 1800-talet inköptes en gammal orgel för 100 riksdaler.
- 1862 byggde Jöns Lundahl, Malmö, en orgel med 9 stämmor. Genom en donation 1919 från patron Nils Johnsson, Ljungbyholm, kunde man 1929 installera en ny orgel samt koppla in el.
- 1929 byggde A. Magnusson Orgelbyggeri AB, Göteborg, en orgel med 18 stämmor. Spelverket från 1929 är restaurerat och återfinns på orgelläktaren.
- Den nuvarande orgeln byggdes 1972 av A. Mårtenssons Orgelfabrik AB, Lund, och är en orgel med mekanisk traktur och elektrisk registratur. Orgeln har fria kombinationer. Fasaden är från 1862 års orgel.

| Huvudverk I       | Svällverk II        | Bröstverk III | Pedal         | Koppel |
| Gedacktpommer 16' | Flûte harmonique 8' | Rörflöjt 8'   | Subbas 16´    | I/P    |
| Principal 8´      | Kvintadena 8'       | Blockflöjt 4' | Principal 8'  | II/P   |
| Gedackt 8´        | Principal 4'        | Principal 2'  | Gedackt 8'    | III/P  |
| Oktava 4'         | Täckflöjt 4'        | Nasat 1 1/3'  | Oktava 4'     | II/I   |
| Oktava 2'         | Flautino 2'         | Cymbel 3 chor | Mixtur 4 chor | III/I  |
| Mixtur 4 chor     | Kornett 3 chor      | Regal 8'      | Fagott 16'    |        |
| Trumpet 8'        | Scharf 3 chor       | Tremulant     |               |        |
|                   | Oboe 8'             |               |               |        |
|                   | Tremulant           |               |               |        |
|                   | Crescendosvällare   |               |               |        |

## Kyrkogården
På kyrkogården, som omger kyrkan, ligger bland annat litteraturprofessorn Fredrik Böök samt riksdagsmannen och teologen Carl Johan Brodén.

## Bildgalleri

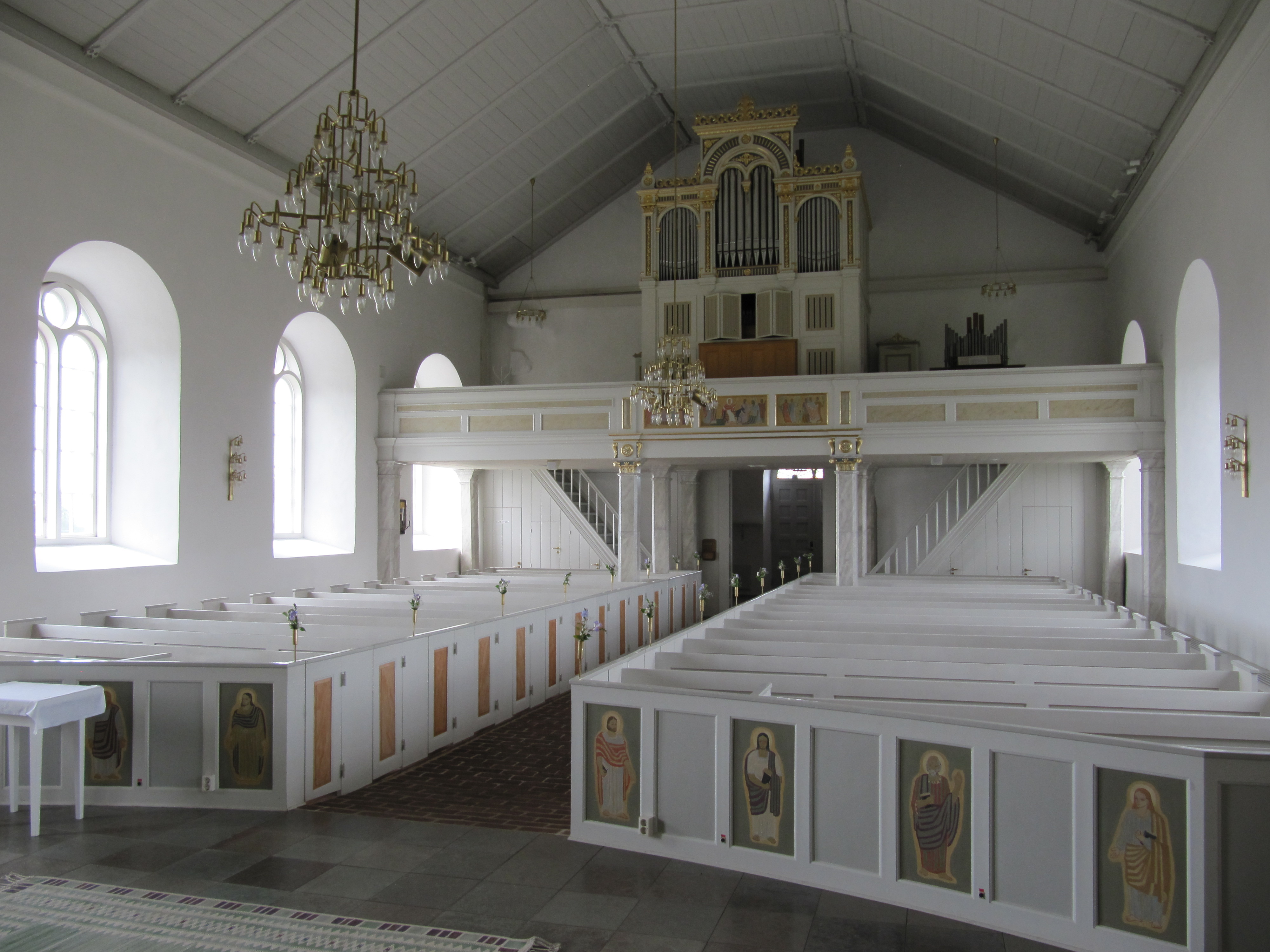
Kyrkorum mot väster
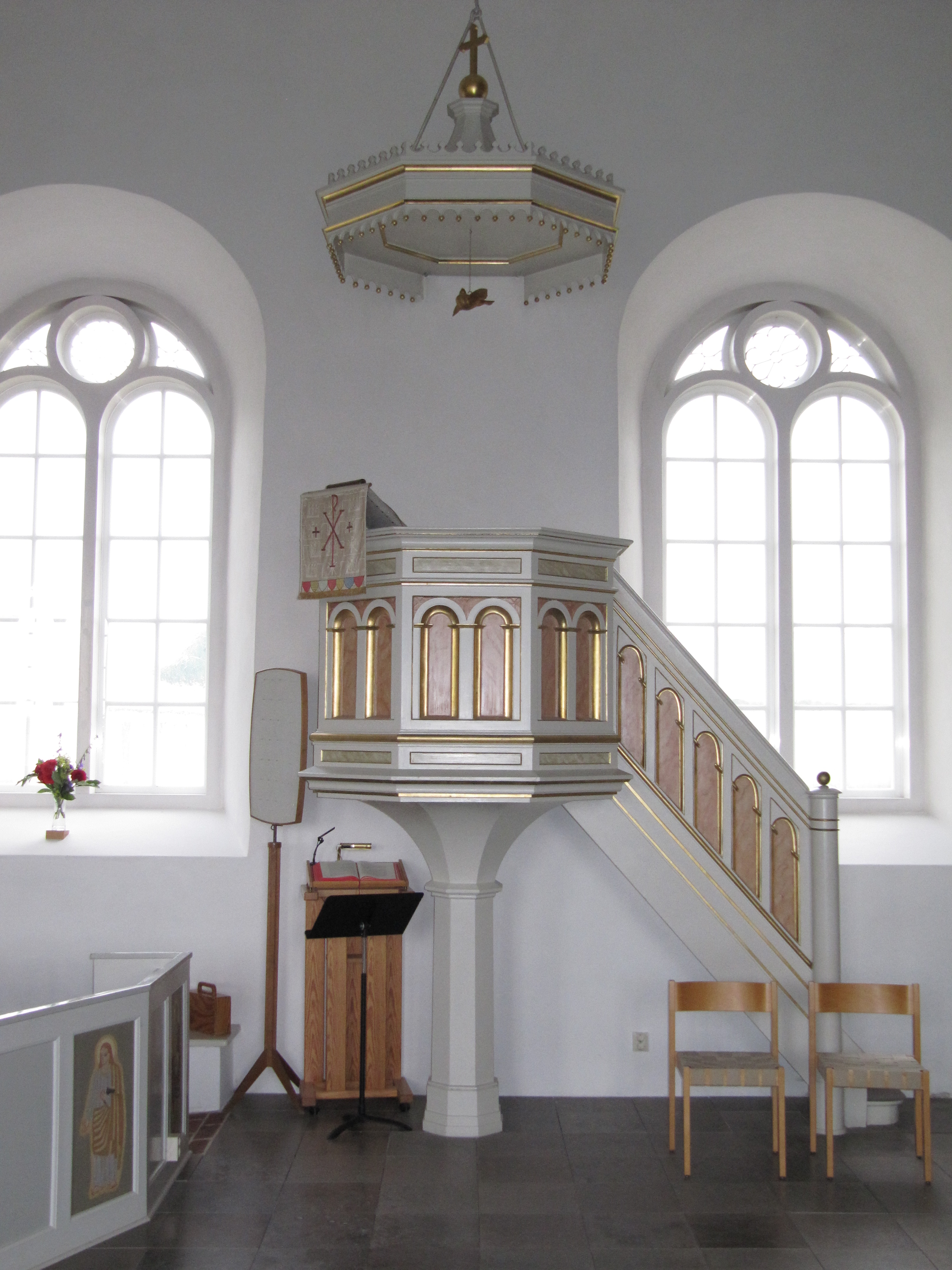
Predikstol
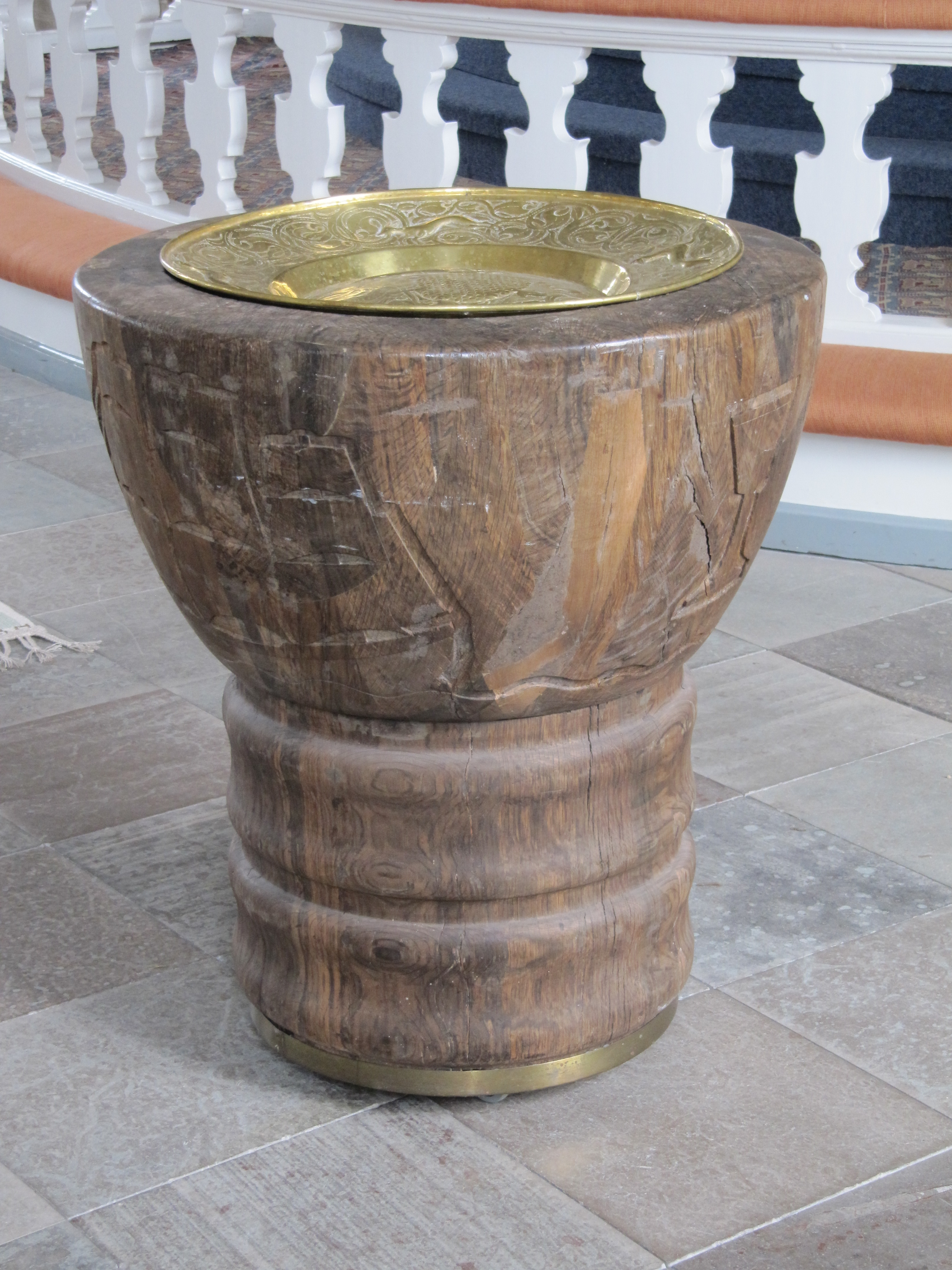
Dopfunt
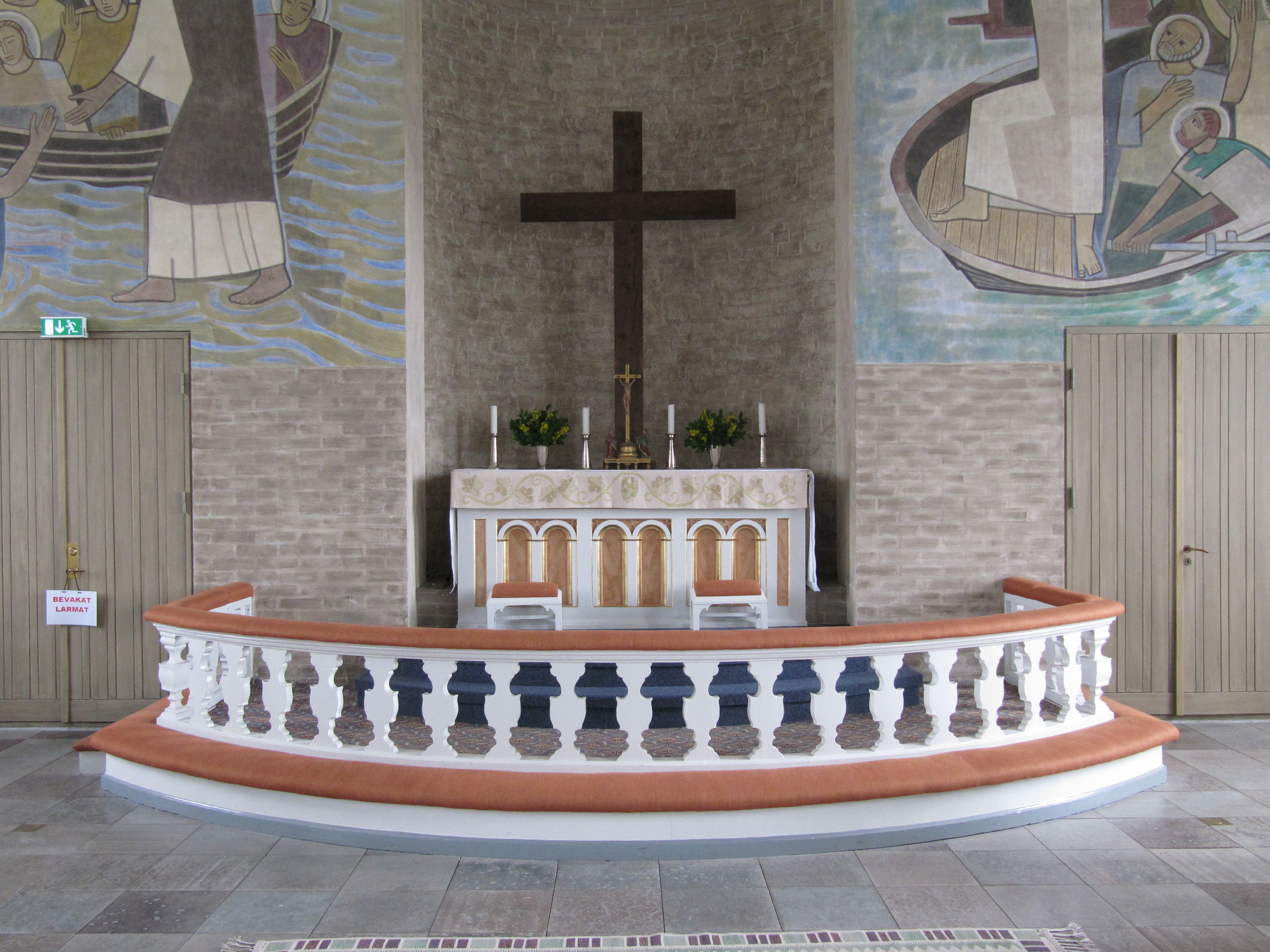
Altare med altarring